# (471241) 2011 BX18
(471241) 2011 BX18 est un astéroïde Apollon potentiellement dangereux d'environ 3 kilomètres de diamètre.

## Caractéristiques
Cet objet est inhabituel en raison de son orbite très excentrique similaire à celle d'une comète. 
(471241) 2011 BX18 a été identifié comme étant une comète dormante avec une surface très sombre par Mommert et al. en 2015.
(471241) 2001 BX18 s'est approché à 20,2 millions de kilomètres de la Terre le 25 juillet 2016 et ne repassera pas aussi près d'ici 2050. En dépit du fait que son orbite l'emmène potentiellement très près de la Terre, sa trajectoire est connue avec une précision suffisante pour exclure toute collision dans les deux cents prochaines années.